# Rolf Schneider (Politiker)

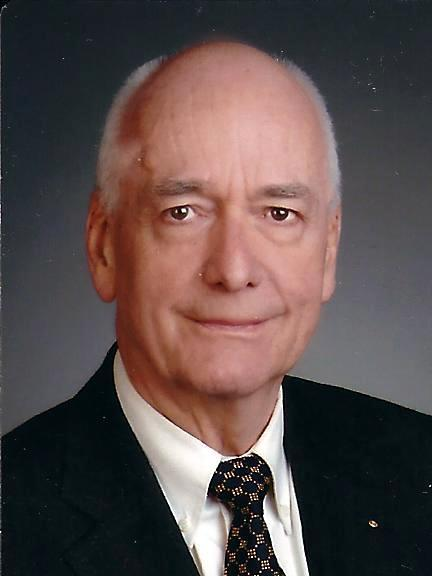
Rolf Schneider (FDP)

Rolf Schneider (* 3. Mai 1936 in Bern; heimatberechtigt in Obersteckholz BE) ist ein Schweizer Politiker im Kanton Bern (FDP.Die Liberalen). Von 1982 bis 1990 gehörte er dem Grossen Rat des Kantons Bern an.

## Ausbildung und Beruf
Rolf Schneider studierte in Bern und Bordeaux Wirtschaftswissenschaften und schloss mit dem Lizenziat und der Handelslehrerprüfung ab. Beruflich wirkte er von 1960 bis 1992 als Lehrer für Wirtschaft und Recht an der Kaufmännischen Berufsschule Bern, der heutigen Wirtschafts- und Kaderschule Bern (WKS KV Bildung), ab 1967 auch als Dozent für Volkswirtschaftslehre und Wirtschaftspolitik an der Höheren Kaufmännischen Gesamtschule HKG, der heutigen HFW. Von 1992 bis zu seiner Pensionierung im Herbst 2001 leitete er die Höhere Wirtschafts- und Verwaltungsschule HWV in Bern, wo er auch als Dozent für Volkswirtschaftslehre wirkte.

## Politiker
Schneider begann seine politische Karriere schon früh im Berner Jugendparlament, das er auch präsidierte. Der Einstieg in die reale Politik erfolgte 1972 nach dem Umzug der Familie nach Hinterkappelen in der Gemeinde Wohlen bei Bern, wo er heute noch wohnt. Er amtierte von 1973 bis 1981 als Gemeinderat resp. Vizegemeindepräsident (1980/81) für die FDP.
1982 erfolgte seine Wahl in den Grossen Rat des Kantons Bern, welchem er während zweier Legislaturperioden angehörte. Von 1986 bis 1992 präsidierte er die FDP des Kantons Bern.

## Schriften
- Rolf Schneider: Die HWV auf dem Weg zur Fachhochschule. Die Höheren Wirtschafts- und Verwaltungsschulen als etablierte Kaderschmieden. Gestern, heute und morgen. In: Volkswirtschaft. 68. Jg., Nr. 7, 1995, S. 10–15.[1]